# Iztactzitzimitl
Les Iztactzitzimitl sont, dans la mythologie aztèque, un groupe de Tzitzimime à peau blanche. Entre eux, il existait quatre groupes indépendants, lesquels sont appelés Xoxouhcaltzitzimitl (démons bleus), Coztzitzimitl (démons jaunes), Itlatlauhcatzitzimitl (démons rouges).